# Aérodrome de Peleliu
L’aérodrome de Peleliu (code FAA : C23) est un petit aérodrome de l'État de Peleliu, situé sur l'île du même nom aux Palaos. Il s'agissait également d'un aéroport utilisé durant la Seconde Guerre mondiale.

## Histoire

### Construction
L'aérodrome a été construit par les Japonais en 1944 sous la forme de deux pistes qui se coupaient. Deux villages ont été détruits pour sa construction : Ngerkeukl et Teliu.

### Seconde Guerre mondiale

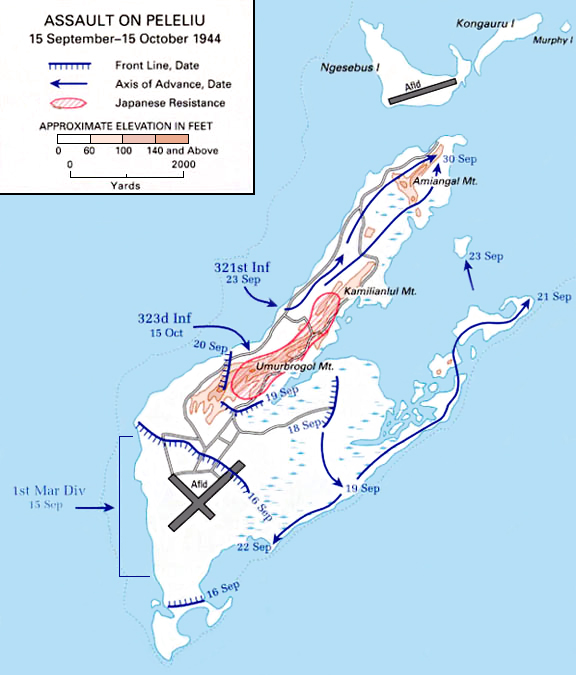
Carte de la bataille de Peleliu.

Durant la bataille de Peleliu du 15 septembre 1944, 11 000 Japonais défendirent l'île quand la 1re division des Marines prit d'assaut l'île depuis son extrémité sud-ouest, juste à l'ouest de l'aérodrome. Le lendemain, le 5e régiment de Marines se déplaça afin de prendre l'aérodrome et capturer la côte est. Le régiment parcouru rapidement l'aérodrome sous les projectiles d'artillerie lourde positionnée dans les hautes terres plus au nord, ce qui entraîna de lourdes pertes. Après avoir pris l'aérodrome, ils avancèrent vers l'est de Peleliu, laissant les défenses japonaises du sud de l'île au 7e régiment de Marines. La zone fut fortement défendue par les Japonais, qui occupaient encore certaines poches. La température s'élevait à 46 °C ce qui entraîna de nombreuses pertes due à la chaleur du côté des Marines et la seule source d'eau disponible pour les forces américaines avait été contaminée par du pétrole. Finalement, huit jours après leurs débarquements, les 5e et 7e régiments de Marines atteignirent leurs objectifs en sécurisant la portion sud de l'île et l'aérodrome.
Ayant rapidement capturé l'aéroport, les forces américaines l'utilisèrent dès le 18 septembre comme base. Les VMO-1 commencèrent alors leurs missions de reconnaissance et de ciblage pour l'artillerie des Marines et navale. Le 26 septembre 1944, les Corsairs de la VMF(AW)-114 atterrit sur l'aérodrome. Les Corsairs entamèrent des bombardements en plongé sur Peleliu et apportèrent deux nouvelles armes utiles pour combattre les fortifications japonaises. Les Corsairs tiraient des missiles pour ouvrir l'entrée des grottes pour l'infanterie et menaient des attaques au napalm (dont il s'agissait de la deuxième utilisation dans le Pacifique). Le napalm permit de brûler la végétation afin de découvrir des abris et en tuer les occupants.
Après sa libération, l'aérodrome fut réparé et devint une base américaine. En décembre 1944, les deux pistes ont été mesurées et mesuraient : 1 829 × 91 m (6 000 × 300 ft) et 1 189 × 79 m (3 900 × 260 fr). Un PBY ayant décollé de Peleliu le 3 août 1945 fut le premier appareil à localiser les survivants de l'USS Indianapolis, coulé le 30 juillet 1945.
La Seventh Air Force des forces aériennes américaines y déplacèrent le 28e escadron de reconnaissance photographique, équipé de F-5, vers Peleliu le 5 octobre 1944 (depuis Kwajalein) afin de mener des missions photographiques longue distance au-dessus des Philippines. L'escadron de reconnaissance resta jusqu'en août 1945, date à laquelle il fut transféré à Okinawa.

### Depuis la fin de la guerre

L'aérodrome aujourd'hui.

Après la fin de la guerre, Peleliu et son aérodrome furent abandonnés par les Américains.
Entre le 23 mai 1986 et le 23 mai 1987, l'aéroport a eu 1 500 opérations de taxi aérien, soit en moyenne 125 par mois.
La végétation de l'île, qui avait presque entièrement brûlé durant la bataille, a repoussé et caché les traces du conflit. L'aérodrome existe encore mais son usage est limité. Seule la piste sud-ouest/nord-est est encore utilisable par les avions légers.

## Capacités
L'aérodrome se trouve à environ 3 m (9 ft) d'altitude. Il a une piste désignée 4/22 avec une surface en gravier mesurant 1 828 × 12 m (6 000 × 40 ft).

## Situation
| Angaur Peleliu Koror |

## Compagnies aériennes et destinations
Les compagnies et destinations suivantes sont disponibles :
| Compagnies               | Destinations      |
| ------------------------ | ----------------- |
| Belau Air                | Angaur            |
| Pacific Mission Aviation | Koror R. Tmetuchl |

Édité le 04/02/2018

## Culture
Dans Call of Duty: World at War, les forces américaines doivent sécuriser l'aérodrome, éliminer les forces ennemis et repousser une contre-attaque après la capture de l'île.

## Sources
- (en) Cet article est partiellement ou en totalité issu de l’article de Wikipédia en anglais intitulé « Peleliu Airfield » (voir la liste des auteurs).

## Compléments